# Banksiamyces macrocarpus
Banksiamyces macrocarpus är en svampart som beskrevs av G.W. Beaton 1982. Banksiamyces macrocarpus ingår i släktet Banksiamyces och familjen Helotiaceae.   Inga underarter finns listade i Catalogue of Life.